# Sveti Petar Orehovec
Sveti Petar Orehovec est un village et une municipalité située dans le comitat de Koprivnica-Križevci, en Croatie. Au recensement de 2001, la municipalité comptait 5 137 habitants, dont 99,61 % de Croates.
Le siège de la municipalité est le village d'Orehovec.

## Localités
La municipalité de Sveti Petar Orehovec compte 37 localités :
| - Bočkovec - Bogačevo - Bogačevo Riječko - Brdo Orehovečko - Brezje Miholečko - Brežani - Črnčevec - Dedina - Donji Fodrovec - Ferežani - Finčevec - Gorica Miholečka - Fodrovec | - Gregurovec (en) - Guščerovec - Hižanovec - Hrgovec - Kapela Ravenska - Kusijevec - Međa - Miholec - Mikovec - Mokrice Miholečke - Orehovec - Piškovec - Podvinje Miholečko | - Rovci - Sela Ravenska - Selanec - Selnica Miholečka - Sveti Petar Orehovec - Šalamunovec - Vinarec - Voljavec Riječki - Vukovec - Zaistovec - Zamladinec |